# Erweckungstheologie
Erweckungstheologie (auch, vor allem als kirchliche Bewegung, Erweckungsbewegung oder kurz Erweckung) bezeichnet eine theologische Richtung vor allem innerhalb des Protestantismus, die in Abgrenzung zum Rationalismus die Frömmigkeit wiederbeleben wollte.

## Einführung
Die Erweckungstheologie ist eine der konservativen theologischen Strömungen des 18. und 19. Jahrhunderts, die sich vor allem gegen den Rationalismus und dessen „maßlose Überschätzung“ der Vernunft (Beyreuther) richtete. Mit dem Hauptaugenmerk auf die kirchliche Strömung ist auch von Erweckungsbewegung die Rede. Dabei ist aber das Kennzeichen dieser Strömung, die anfänglich über Schul- und Konfessionsgrenzen hinaus ihre Anziehungskraft zeigte, die Entwicklung einer theologischen Position. Damit ist die Erweckung dann auch deutlich vom Pietismus unterschieden, der an dieser Stelle nicht nur unfruchtbar blieb, sondern auch nie den Weg aus den Konventikeln zurück in die Kirche fand.

## Geschichte
In den Kolonien von Neuengland und dann in den Vereinigten Staaten kam es im 18. Jahrhundert und im 19. Jahrhundert zu konfessionsübergreifenden Erweckungsbewegungen, die bis heute nachwirken, das Great Awakening im 18. Jahrhundert zu dessen führenden Theologen Jonathan Edwards und George Whitefield gehörten, und das „Second Awakening“ im 19. Jahrhundert in dem Timothy Dwight IV. und Charles Grandison Finney eine wesentliche Rolle spielten.
Auch in Europa wurden durch die großen geschichtlichen Umwälzungen der Französischen Revolution 1789 und dem Untergang Preußens 1806/1807 die Schwäche des Rationalismus, die sich gerade in der mangelnden Sinngebung der Historie zeigte, deutlich.
Diese Lücke trachtete nun die Erweckungstheologie zu nutzen. Als einer der ersten Vertreter der Erweckung trat der Kirchengeschichtler August Neander (1789–1850) auf. Mit seinem Wort pectus est quod facit theologum (das Herz ist es, das den Theologen ausmacht) stand er für eine gegen den Rationalismus und den Hegelschen Vernunftbegriff gewandte, aber doch auch für die Ergebnisse historisch-kritischer Bibelforschung offene Theologie. Diese dogmatische Großzügigkeit des auch Pectoraltheologie genannten Ansatzes August Neanders blieb aber für die konservative Theologie die Ausnahme, obwohl er mehr noch als Schleiermacher die folgende Generation zu prägen vermochte.
Neanders bedeutendster Schüler war August Tholuck (1799–1877). Seine Jugendschrift Die Lehre von der Sünde und vom Versöhner oder die wahre Weihe des Zweiflers (1823) wurde zum wichtigsten Dokument der Erweckungsbewegung. Hierin versuchte der Verfasser mit psychologischen Mitteln die Verderbtheit der menschlichen Natur offenzulegen: „Ohne die Höllenfahrt der Selbsterkenntnis ist die Himmelfahrt der Gotteserkenntnis nicht möglich.“ Die so entfaltete, Augustinus von Hippo nahestehende (Erb-)Sündenlehre war dabei erst einmal in concretu eine Absage an Hegels idealistische These von der Identität des menschlichen mit dem göttlichen Geist, ein Widerspruch auch gegen den Zeitgeist im „heidnischen Weimar“. Für die Späteren wurde die Sündenlehre dann nahezu zur Alleinerklärung jeder Form des Widerspruchs gegen den Zeitgeist.
Rezipiert wurde Tholuck bis weit in die zweite Hälfte des Jahrhunderts hinein vor allem über seinen Fakultätskollegen Julius Müller, dessen dogmatische Schrift Die christliche Lehre von der Sünde (1839/1844, 6. Auflage 1877) komplett auf jenem fußte. Zu der nun expliziten Kritik an Hegel kam die an dem Sündenbegriff der Glaubenslehre Schleiermachers hinzu. Noch Søren Kierkegaard orientierte sich an Müllers Werk. Müller selbst war aber schon zu den Vermittlungstheologen gerechnet.
In den 1830er und 1840er Jahren fand die Erweckungstheologie dann eine Weiterführung in der Repristinationstheologie (auch: konfessionelle Theologie), wie sie vor allem von Ernst Wilhelm Hengstenberg vertreten wurde. Eine eigenständige Rezeption und Weiterentwicklung bot die Erlanger Schule, die auch (seltener) unter dem Namen „fränkische Erweckungstheologie“ geführt wurde.

## Wahrnehmung
„Arbeitet ein Geistlicher an der Förderung einer Erweckung, so muß er sich sehr sorgfältig hüten, irgendeine Streitfrage aufs Tapet zu bringen, sonst betrübt er den Geist Gottes, und dieser zieht sich zurück. Durch nichts werden Erweckungen mehr zurückgehalten; das ist durch die Kirchengeschichte aller Jahrhunderte erwiesen. Gewöhnlich sind die Prediger verantwortlich, wenn ein Geist der Polemik von den Zuhörern Besitz ergreift, und der Geist Gottes dadurch verscheucht wird, weil sie irgendeine Streitfrage aufgeworfen, besprochen und sich darüber erhitzt haben.“

„Wir sehen, warum die Erweckungen oft von so kurzer Dauer sind und so häufig eine Gegenreaktion zur Folge haben. Es kommt einfach daher, daß die Kirche Christi so wenig Verständnis für die Sache hat. Die Erweckungen haben keinen Bestand, weil sich die Christen nur dann und wann zur Arbeit aufraffen, anstatt systematisch zu Werke zu gehen. Sie lassen sich mehr durch ihre Gefühle leiten als durch das Bewußtsein ihrer Verantwortlichkeit.“